# Angus MacAskill

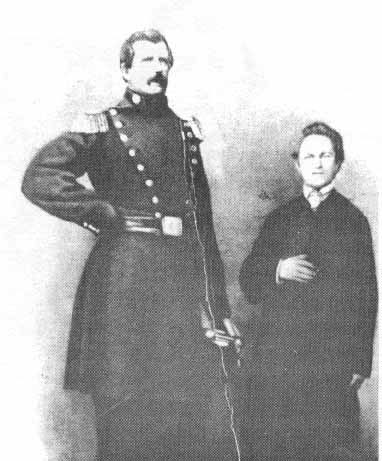
Angus MacAskill.

Angus Mòr MacAskill, também conhecido como MacAskill, o Gigante ou Black Angus (Berneray, 1825 — Halifax, 8 de agosto de 1863) foi um atleta de força canadiano de origem escocesa, Era incrivelmente alto, chegando a medir 2,36 de altura, É considerado o homem mais alto da história, sendo esse crescimento não patológico,recorde oficialmente homologado pelo Guinness World Records em 1981. Seu crescimento saudável, lhe possibilitou uma simetria corporal, o que resultou em dimensões corporais tão impressionantes quanto a  sua estatura, como por exemplo, sua circunferência peitoral, sendo ele a pessoa  não obesa com a maior circunferência de tronco registrada na história, 2 metros.

## Feitos de Força
Ganhou fama mundial devido seus impressionantes feitos de força, registros não oficiais atribuem a ele feitos como, por exemplo, levantar na altura do peito uma âncora de aproximadamente 1.300 kg, erguer um barril de 160 kg em cada braço e Segurar 50 kg com dois dedos e manter os braços perpendiculares ao chão por até dez minutos. Na época seus feitos ganharam tanta notoriedade que a Rainha Vitória solicitou vê-lo pessoalmente para testemunhar sua força, logo após sua demonstração ela o proclamou "O homem mais alto, robusto e forte que já entrara no palácio" e o presenteou com dois anéis de ouro

## Morte
Sepultura MacAskill, Nova Escócia
No verão de 1863, MacAskill estava em uma viagem de negócios até a capital Halifax, quando repentinamente apresentou sérios problemas de saúde, foi então levado de volta à St. Ann's, para os cuidados de seus familiares, foi diagnosticado com Febre Cerebral, após algumas semanas doente, Angus morreu pacificamente enquanto dormia no dia 8 de agosto, foi largamente homenageado por todos que o conheciam, para celebrar sua vida foi construído um museu em sua homenagem, o "Giant MacAskill Museum"em Dunvegan